# روبرت بي كووغان
روبرت بي كووغان (بالإنجليزية: Robert P. Coogan)‏ هو ضابط أمريكي، ولد في 1 أبريل 1922 في نيوبورت في الولايات المتحدة، وتوفي في 9 مارس 2015 في سان دييغو في الولايات المتحدة.